# Veleučilište u Rijeci
Veleučilište u Rijeci (lat. Collegium Fluminense) visokoškolska je ustanova osnovana 1998. u Rijeci. Danas je jedno od najvećih veleučilišta u Hrvatskoj koje ima studentske referade i izvan Primorsko-goranske županije (u Rijeci, Pazinu, Poreču i Ogulinu).

## Povijest
Uredbom Vlade Republike Hrvatske od 21. svibnja 1998. godine osnovano je Veleučilište u Rijeci, dok je 17. prosinca 1999. Ministarstvo znanosti i tehnologije izdalo dopusnicu za obavljanje djelatnosti. Prva promocija diplomanata održana je 21. rujna 2001. godine. Veleučilište u Rijeci od ak. god. 2009./2010. počelo je sudjelovati u programu mobilnosti Erasmus te je dobilo standardnu sveučilišnu povelju. Iste godine, u smislu razvitka Erasmusa međunarodnih veza potpisani su sporazumi o suradnji između Veleučilišta i brojnih stranih fakulteta i visokih učilišta. Tijekom 2012. godine, Veleučilište je dobilo vanjsku prosudbu sustava kvalitete ( Audit ) te je osnovan Alumni Veleri. Također, 2013. godine Veleučilište počinje izdavati prvi broj Zbornika Veleučilišta u Rijeci.

## Odjeli
Poslovni odjel
- Stručni studij Informatika
- Stručni studij Poduzetništvo
- Specijalistički diplomski stručni studij Informacijske tehnologije u poslovnim sustavima
- Specijalistički diplomski stručni studij Poduzetništvo

Telematika
- Stručni studij Telematika

Prometni odjel
- Stručni studij Cestovni promet
- Stručni studij Željeznički promet
- Specijalistički diplomski stručni studij Promet

Odjel sigurnosti na radu
- Stručni studij Sigurnost na radu
- Specijalistički diplomski stručni studij Sigurnost na radu

Poljoprivredni odjel
- Stručni studij Vinarstvo
- Stručni studij Mediteranska poljoprivreda
- Specijalistički diplomski stručni studij Vinarstvo

## Dekanat
- dr. sc. Saša Hirnig, v. pred., dekan Veleučilišta u Rijeci
- dr.sc. Dušan Rudić, prof. v. š., prodekan za poslovne odnose
- dr.sc. Sanja Raspor Janković, v. pred., prodekanica za nastavu
- mr.sc. Maja Gligora Marković, v. pred., prodekanica za međunarodnu suradnju

## Vanjske poveznice
- Službene stranice
- Studentski zbor
- VuR na Facebooku
- VuR na Twitteru
- VuR na Instagramu
- Veleučilište u Rijeci Hrvatska tehnička enciklopedija, portal hrvatske tehničke baštine. LZMK